# Liste der Naturdenkmäler in der Präfektur Tōkyō

Lage der Präfektur Tōkyō (rot)

Diese Liste der Naturdenkmäler in der Präfektur Tōkyō führt Naturdenkmäler und Besondere Naturdenkmäler innerhalb der Präfektur Tōkyō auf. Diese können auf nationaler Ebene sowie auf Präfektur- oder Gemeindeebene ausgewiesen sein.

## Nationale Naturdenkmäler
Stand August 2022 wurden in der Präfektur Tōkyō 15 Naturdenkmäler auf nationaler Ebene ausgewiesen, einschließlich dem Ōshima-Kirschbaumstumpf, einem Besonderen Naturdenkmal. Darüber hinaus gibt es mehrere Naturdenkmäler und Besondere Naturdenkmäler, die nicht spezifisch für diese Präfektur ausgewiesen sind, sondern „unbestimmt“ (定めず) sind wie beispielsweise der Japanische Serau, da dieser weiter verbreitet ist. Besondere Naturdenkmäler sind in der Tabelle mit einem Sternchen (*) markiert.

### Legende
Denkmal: Name des Naturdenkmals ins Deutsche übersetzt und bei Tier- oder Pflanzenarten mit der wissenschaftliche Bezeichnung in Klammern; darunter steht die japanische Bezeichnung
Lage: Lage des Denkmals falls bestimmt, sowie Koordinaten
Beschreibung und Anmerkungen: Kurze Beschreibung des Naturdenkmals sowie eventuelle Anmerkungen
Ausweisungsdatum: Datum der Ausweisung als Naturdenkmal und zusätzlich bei Besonderen Naturdenkmälern in Klammern das Ausweisungsdatum als Besonderes Naturdenkmal
Typ: Nummer des Auszeichnungskriteriums oder der Auszeichnungskriterien, siehe verlinkte Beschreibung im Artikel Denkmäler in Japan
Links: Weblink zum Naturdenkmal in der Datenbank der Nationalen Kulturgüter Japans
Bild: Repräsentatives Bild des Naturdenkmals
| Denkmal | Lage                           | Beschreibung und Anmerkungen | Ausweisungsdatum                                                 | Typ  | Links | Bild            |
| --- | ------------------------------ | --- | ---------------------------------------------------------------- | ---- | ----- | --------------- |
| Ōshima-Kirschbaumstumpf* 大島のサクラ株 Ōshima no sakura-kabu                                                                       | Ōshima (Karte)                 | Der Ōshima-Kirschbaumstumpf ist ein abgebrochener Kirschbaum der Art Prunus speciosa auf der Insel Ōshima, der im Frühling duftend weiße Blüten bekommt. Der Stammumfang beträgt 7,9 Meter. | 24. Dez. 1935 (29. März 1952)                                    | 2.1  |       | weitere Bilder  |
| Edo-jō Leuchtmoos-Habitat (Schistostega pennata) 江戸城跡のヒカリゴケ生育地 Edo-jō ato no hikarigoke seiiku-chi                     | Chiyoda (Karte)                | Das Leuchtmoos an der Ruine von Edo-jō wächst in einer schwach beleuchteten Höhle unter seltenen Feuchtigkeits-, Temperatur- und Lichtmengen sowie anderen Bedingungen. Es ist ein äußerst seltenes Beispiel, das zudem in einem solchen städtischen Zentrum in Tokio wächst. | 14. Juni 1972                                                    | 2.7  |       | Bild gesucht BW |
| Torishima 鳥島 Tori-shima | Unterpräfektur Hachijō (Karte) | Torishima liegt südlich von Hachijō-jima. Die Insel ist ein typischer Schichtvulkan und reich an verschiedenen jungen Vulkanphänomenen. Sie wurde zuvor als Brutgebiet für Kurzschwanzalbatrosse ausgewiesen und ist auch das einzige Brutgebiet in Japan für den Schwarzfußalbatros und Oceanodroma tristrami. Die gesamte Insel ist als Naturschutzgebiet ausgewiesen. | 10. Mai 1965                                                     | 4    |       | weitere Bilder  |
| Minami-Iwojima 南硫黄島 Minami Iō-jima                                                                                              | Ogasawara (Karte)              | Minami-Iwojima liegt 60 km südlich von Iwojima und gut 1300 km südlich von Tokio. Die unbewohnte Insel weist eine Fläche von 3,54 km² auf. Minami-Iwojima ist eines von fünf japanischen „Gebieten zum Erhalt der unberührten, natürlichen Umwelt“ (原生自然環境保全地域, gensei shizen kankyō hozen chiiki). | 24. Nov. 1972                                                    | 4    |       | weitere Bilder  |
| Ogasawara Minami-jima Untergetauchte Karsttopographie 小笠原南島の沈水カルスト地形 Ogasawara Minami-jima no chinsui karusuto chikei | Ogasawara (Karte)              | Die Ogasawara-Inseln sind eine der wenigen ozeanischen Inselgruppen in Japan. Der Ogasawara-Rücken, der zwischen dem Izu-Ogasawara-Graben und dem Ogasawara-Trog liegt, erscheint hier an der Meeresoberfläche und besteht aus submarinen Vulkanprodukten und damit verbundenen Sedimentschichten wie Sandstein und Kalkstein. Insbesondere das Gebiet von Minami-jima hat Kalksteininseln und eine mit Riffen übersäte Karsttopographie, die eine einzigartige Landschaft bietet. Minami-jima ist eine unbewohnte Insel, die von Norden nach Süden etwa 1,5 km und von Osten nach Westen etwa 400 m misst. Im zentralen Teil der Insel ist bei Doline ein Sandstrand angelegt, der durch eine natürliche Brücke namens Ogiike mit dem offenen Meer verbunden ist (siehe Bild). In den Sanddünen des inneren Teils von Minami-jima sind viele Fossilien zu finden. | 28. März 2008                                                    |      |       |                 |
| Ehemaliges kaiserliches Shirokane-Land 旧白金御料地 Kyū-Shirogane Goryōchi                                                          | Minato, Shinagawa (Karte)      | zusätzlich als Historische Stätte ausgewiesen; heute das Institut für Naturstudien (属自然教育園), verwaltet vom Nationalmuseum der Naturwissenschaften | 12. Apr. 1949                                                    |      |       | weitere Bilder  |
| Pflanzengesellschaft an der Küste von Ōshima 大島海浜植物群落 Ōshima-Kaihin-Shokubutsu-Gunraku                                      | Ōshima (Karte)                 | Das Gebiet erstreckt sich bis zu 20 Meter vom Strand entfernt | 9. Juni 1951                                                     | 2.10 |       | weitere Bilder  |
| Hainbuche des Sajikami-Schreins 幸神神社のシダレアカシデ Sajikami-Jinja no Shidareakashide                                          | Hinode (Karte)                 | Der auf ein Alter von 180 bis 200 Jahren geschätzte Baum der Art Carpinus laxiflora wurde bereits 1942 zum nationalen Naturdenkmal erklärt. | 21. Juli 1942                                                    | 2.1  |       | weitere Bilder  |
| Sanpōji-Teich-Sumpfpflanzengemeinschaft 三宝寺池沼沢植物群落 Sanpōjiike-Shōtakushokubutsu-Gunraku                                   | Nerima (Karte)                 | Eine kleine Insel in der Nähe des Sanpōji-Teichs, die mit Vegetation bedeckt ist. | 24. Dez. 1935                                                    | 2.6  |       | Bild gesucht BW |
| Shiinokiyama-Scheinkastanienhain シイノキ山のシイノキ群叢 Shiinokiyama no Shiinoki-Gunsō                                            | Senzu, Ōshima (Karte)          | Eine Kolonie von riesigen Scheinkastanien der Art Castanopsis sieboldii. Die größte ist 16 m hoch und hat einen Wurzelumfang von 11,7 m. | 9. Juni 1951                                                     | 2.1  |       | Bild gesucht BW |
| Zenpukuji-Ginkgo 善福寺のイチョウ Zenpukuji no Ichō                                                                                 | Moto-Azabu, Minato (Karte)     | Der Zenpukuji-Ginkgo ist ein großer, männlicher Ginkgobaum, der sich in den Bezirken des Zenpukuji-Tempels befindet. Der etwa 700 Jahre alte Baum überstand einen Luftangriff im Zweiten Weltkrieg. | 20. Okt. 1926                                                    | 2.1  |       | weitere Bilder  |
| Zenyōji-Yōgō-Schwarzkiefer 善養寺影向のマツ Zenyōji-Yōgō no Matsu                                                                   | Mitake, Ōme (Karte)            | Die Zenyōji-Yōgō-Schwarzkiefer ist eine riesige japanische Schwarzkiefer, die im Zenyōji-Tempel der Toyoyama-Schule des Shingon-Buddhismus wächst. Die Höhe des Baumes beträgt etwa 8 m und der Umfang der Basis etwa 4,5 m. Die Äste erstrecken sich in einer Höhe von 2 m über dem Boden etwa 28 m in Ost-West-Richtung und etwa 31 m in Nord-Süd-Richtung. | 21. Sep. 2011                                                    | 2.2  |       | Weitere Bilder  |
| Große Zelkoven am Nerima-Hakusan-Schrein 練馬白山神社の大ケヤキ Nerima-Hakusan-Jinja no Ōkeyaki                                     | Nerima (Karte)                 | Die Großen Zelkoven am Nerima-Hakusan-Schrein sind zwei Japanische Zelkoven, die sich über und unter einer Steinmauer im Bezirk des Hakusan-Schreins befinden. Die Zelkove über der Steinmauer war ursprünglich 14 m hoch, hatte einen Stammumfang von 10 m und wird auf ein Alter von etwa 900 Jahren geschätzt. Nachdem der Stamm bei einem Taifun zerbrach, musste 2016 ein Teil entfernt werden, sodass ihr Stammumfang nun noch 7,2 m umfasst. Die unterhalb stehende Zelkove ist 19 m hoch, hat einen Stammumfang von 8 m und wurde 1996 als Naturdenkmal ausgewiesen. | 12. Juli 1940 (obere Zelkove) und 29. März 1996 (untere Zelkove) | 2.1  |       |                 |
| Baba-Daimon no Keyaki-Namiki 馬場大門のケヤキ並木 Baba-Daimon no Keyaki-Namiki                                                      | Fuchū (Karte)                  | Die Baumreihe umfasst etwa 150 Japanische Zelkoven, die die „Keyakinamiki-Dōri“ („Zelkoven-Allee“) säumen. Sie soll ihren Ursprung in der Heian-Zeit haben. | 9. Dez. 1924                                                     | 2.1  |       | weitere Bilder  |
| Mitake-no-Jindai-Zelkove 御岳の神代ケヤキ Mitake no Jindai-Keyaki                                                                   | Mitake, Ōme (Karte)            | Die Mitake-no-Jindai-Zelkove befindet sich auf dem Berg Mitake auf etwa 840 m. Sie hat eine Höhe von etwa 30 m, einen Stammumfang von 8,2 m und wird auf ein Alter von etwa 600 Jahren geschätzt. | 18. Feb. 1928                                                    | 2.1  |       |                 |
| Japanischer Serau* (Capricornis crispus) カモシカ Kamoshika                                                                         | Unbestimmt                     | Der Japanische Serau ist ausschließlich in Japan verbreitet, wo er in den Berggebieten von Honshū, Shikoku und Kyūshū lebt. Er ist in 29 weiteren Präfekturen als Naturdenkmal ausgewiesen. | 1. Mai 1934 (15. Feb. 1955)                                      | 1.1  |       | weitere Bilder  |
| Schwarzschnabelstorch* (Ciconia boyciana) コウノトリ Kōnotori                                                                       | Unbestimmt                     | Schwarzschnabelstörche waren bis zur Edo-Zeit in Japan weit verbreitet, aber verschwanden allmählich. Heute lebt nur noch eine kleine Anzahl in Yabu-gun und Izushi-gun in der Präfektur Hyōgo. In der Präfektur Tōkyō gibt es ein Zuchtprogramm im Tama-Zoo und Wiederansiedlungsprogramm im Hyōgo-Park für Schwarzschnabelstörche (兵庫県立コウノトリの郷公園). | 31. März 1935 (19. Juli 1956)                                    | 1.2  |       | weitere Bilder  |
| Tosa-Onagadori* (Gallus gallus domesticus) 土佐のオナガドリ Tosa no onagadori                                                       | Unbestimmt                     | Diese Art wurde im Dorf Shinohara in der Präfektur Kōchi gezüchtet und ist eine weltberühmte japanische Nutztierart. Die Schwanzfedern dieser Rassehühner können bis zu sechs Meter lang werden; Ausweisung inklusive Populationen in der Präfektur Kōchi. | 7. März 1923 (29. März 1952)                                     | 1.4  |       |                 |
| Japanischer Riesensalamander* (Andrias japonicus) オオサンショウウオ Õsanshōuo                                                      | Unbestimmt                     | Der Japanische Riesensalamander ist nach dem Chinesischen Riesensalamander die zweitgrößte Amphibie der Welt. Er lebt in Gebirgsbächen auf Honshū, Shikoku und Kyūshū. Die Art ist in 17 weiteren Präfekturen als Naturdenkmal ausgewiesen. | 9. Juni 1951 (29. März 1952)                                     | 1.2  |       | weitere Bilder  |
| Amurkatze (Prionailurus bengalensis euptilurus) ツシマヤマネコ Tsushima yamaneko                                                    | Unbestimmt                     | Die Amurkatze ist eine Unterart der Bengalkatze, die in Japan auf der nahe Südkorea gelegenen Insel Tsushima vorkommt. In der Präfektur Tōkyō gibt es ein Zuchtprogramm im Naturkulturgarten Inokashira. | 19. Mai 1971                                                     | 1.1  |       | weitere Bilder  |
| Japanischer Bilch (Glirulus japonicus) ヤマネ Yamane                                                                                | Unbestimmt                     | Der Japanische Bilch ist in den Berggebieten von Honshū, Shikoku und Kyūshū verbreitet. Er überwintert in Baumhöhlen. | 26. Juni 1975                                                    | 1.1  |       | weitere Bilder  |
| Steinadler (Aquila chrysaetos) イヌワシ Inuwashi                                                                                    | Unbestimmt                     | | 12. Mai 1965                                                     | 1.2  |       | weitere Bilder  |
| Seeadler (Haliaeetus albicilla) オジロワシ Ojirowashi                                                                               | Unbestimmt                     | Der Seeadler ist mit einer Flügelspannweite von fast 2 Metern die größte Vogelart, die in Japan brütet. | 23. Jan. 1970                                                    | 1.2  |       | weitere Bilder  |
| Riesenseeadler (Haliaeetus pelagicus) オオワシ Ōwashi                                                                               | Unbestimmt                     | Der Riesenseeadler kommt im Winter nach Japan. | 23. Jan. 1970                                                    | 1.2  |       | weitere Bilder  |
| Ringelgans (Branta bernicla) コクガン Kokugan                                                                                       | Unbestimmt                     | | 19. Mai 1971                                                     | 1.2  |       | weitere Bilder  |
| Waldsaatgans (Anser fabalis) ヒシクイ Hishikui                                                                                      | Unbestimmt                     | | 28. Juni 1971                                                    | 1.2  |       | weitere Bilder  |
| Blässgans (Anser albifrons) マガン Magan                                                                                            | Unbestimmt                     | | 28. Juni 1971                                                    | 1.2  |       | weitere Bilder  |
| Prachthäher (Garrulus lidthi) ルリカケス Rurikakesu                                                                                 | Unbestimmt                     | Die Ausweisung schließt Populationen in der Präfektur Kagoshima ein; Zuchtprogramm im Ueno-Zoo | 3. März 1921                                                     | 1.1  |       | weitere Bilder  |
| Veilchentaube (Columba janthina) カラスバト Karasubato                                                                              | Unbestimmt                     | Die Veilchentaube ist eine wilde schwarze Taube mit einem metallisch grünen Glanz, die dichte Wälder mit immergrünen Laubbäumen bewohnt. Früher lebten sie in großer Zahl auf der Insel Sarushima vor der Küste von Yokosuka in der Bucht von Tokio, aber in den letzten Jahren sind sie durch den Verlust an mLebensraum stark zurückgegangen. | 19. Mai 1971                                                     | 1.2  |       | weitere Bilder  |
| Unterart der Veilchentaube (Columba janthina nitens) アカガシラカラスバト Akagashira karasubato                                     | Unbestimmt                     | Diese Unterart der Veilchentaube ist auf den Ogasawara-Inseln verbreitet. | 12. Apr. 1969                                                    | 1.1  |       |                 |
| Koshigaya Türkentaube (Streptopelia decaocto) 越ヶ谷のシラコバト Koshigaya no shirakobato                                           | Unbestimmt                     | Die Ausweisung schließt Populationen in der Präfektur Saitama ein | 14. Jan. 1956                                                    |      |       |                 |
| Seidenhuhn (Gallus gallus domesticus) 烏骨鶏 Ukkokei                                                                                | Unbestimmt                     | | 21. Juli 1942                                                    | 1.4  |       | weitere Bilder  |
| Satsumadori (Gallus gallus domesticus) 薩摩鶏 Satsumadori                                                                           | Unbestimmt                     | Ausweisung inklusive Populationen in der Präfektur Kagoshima | 24. Aug. 1943                                                    | 1.4  |       |                 |
| Shamo-Huhn (Gallus gallus domesticus) 軍鶏 Shamo                                                                                    | Unbestimmt                     | Das Shamo-Huhn oder auch Japanische Kämpfer ist eine Kampfhuhnrasse, die ursprünglich aus Thailand stammt. | 1. Aug. 1941                                                     | 1.4  |       | weitere Bilder  |
| Kurokashiwa (Gallus gallus domesticus) 黒柏鶏 Kurokashiwa                                                                           | Unbestimmt                     | Kurokashiwa ist ein Langschwanzhühnerrasse. Es soll eine schwarze Variante des Shōkoku (小国鶏) sein und hat einen langen Krähruf. | 9. Juni 1951                                                     | 1.4  |       |                 |
| Shōkoku (Gallus gallus domesticus) 小国鶏 Shōkoku                                                                                   | Unbestimmt                     | Shōkoku ist ein Langschwanzhühnerrasse. Sie wurde von japanischen Gesandten der Tang-Dynastie in der Heian-Zeit nach Japan gebracht und wurde dort als Zierhuhnrasse beliebt. Das Gewicht beträgt etwa 2 kg für die Hähne und etwa 1,6 kg für die Hennen. | 27. Jan. 1941                                                    | 1.4  |       | weitere Bilder  |
| Tōmaru (Gallus gallus domesticus) 蜀鶏 Tōmaru                                                                                       | Unbestimmt                     | Der Tōmaru ist eine in Japan seit Jahrhunderten bekannte Langkräherrasse, die teilweise auch den Langschwanzhühnern zugeordnet wird. Der Name ist von der schwarzen Gefiederfarbe abgeleitet und bedeutet „schwarzer Kräher“. Der schwarzen Farbschlag ist grün lackiert. Krone und Ohrläppchen sind rot. Das Gewicht beträgt etwa 3,8 kg für Hähne und etwa 2,8 kg für Hennen. | 7. Sep. 1939                                                     | 1.4  |       | weitere Bilder  |
| Kawachiyakko (Gallus gallus domesticus) 河内奴鶏 Kawachiyakko                                                                       | Unbestimmt                     | Die Ausweisung schließt Populationen in der Präfektur Mie ein | 24. Aug. 1943                                                    | 1.4  |       | Bild gesucht    |
| Chabo (Gallus gallus domesticus) 矮鶏 Chabo                                                                                         | Unbestimmt                     | | 1. Aug. 1941                                                     | 1.4  |       | weitere Bilder  |
| Uzura-Chabo (Gallus gallus domesticus) 鶉矮鶏 Uzura-chabo                                                                           | Unbestimmt                     | Die Ausweisung schließt Populationen in der Präfektur Kōchi ein | 15. Juni 1937                                                    | 1.4  |       | Bild gesucht    |
| Minohisa-Chabo (Gallus gallus domesticus) 蓑曳矮鶏 Minohisa-chabo                                                                   | Unbestimmt                     | Die Ausweisung schließt Populationen in der Präfektur Kōchi ein | 15. Juni 1937                                                    | 1.4  |       | Bild gesucht    |
| Hinai-dori (Gallus gallus domesticus) 比内鶏 Hinai-dori                                                                             | Unbestimmt                     | Seit Mitte der Edo-Zeit werden Hinai-dori in der Odate-Region gezüchtet und für ihr köstliches Fleisch gerühmt. Die Ausweisung schließt Populationen in der Präfektur Akita ein. | 21. Juli 1942                                                    | 1.4  |       | weitere Bilder  |

## Auf Präfekturebene ausgewiesene Naturdenkmäler
Stand 1. Mai 2021 wurden 61 Naturdenkmäler auf Präfekturebene ausgewiesen.

## Auf Gemeindeebene ausgewiesene Naturdenkmäler
Stand 1. Mai 2021 wurden 199 Naturdenkmäler auf Gemeindeebene ausgewiesen.